# Boarding House Reach
Boarding House Reach – trzeci studyjny album solowy amerykańskiego muzyka rockowego Jacka White'a. Album nagrywany był w 2017 roku w Nashville (Tennessee), Nowym Jorku i Los Angeles, a jego światowa premiera miała miejsce 23 marca 2018 roku. Płyta wydana została nakładem wytwórni Third Man Records, XL Recordings i Columbia Records. Jest pierwszym albumem studyjnym White'a od czasu wydanego w 2014 roku "Lazaretto". Płyta dotarła m.in. do 1. miejsca listy sprzedaży Billboard 200 w Stanach Zjednoczonych i Kanadzie, a także 11. miejsca listy sprzedaży OLiS w Polsce. W pierwszym tygodniu od wydania album sprzedał się w liczbie 124 tys. sztuk w samych Stanach Zjednoczonych.

## Powstawanie albumu
W marcu 2017 roku, w artykule Aleca Wilkinsona w magazynie The New Yorker pojawiła się informacja, że Jack White jest na etapie pisania muzyki na swój trzeci solowy album.

Spróbuję napisać utwory, których nie będą w stanie usłyszeć moi sąsiedzi. Chce tworzyć jak Michael Jackson – nie pisać poszczególnych partii instrumentów oraz nucić melodii, tylko myśleć o nich. Wszystko staram się ułożyć we własnej głowie. Robię to w ciszy, w jednym pokoju.

{{Cytat}} Gołe linki: "źródło".31 lipca na Twitterze wytwórni Third Man Records pojawiły się zdjęcia White'a i towarzyszących mu muzyków. Podpis pod pierwszym z nich zawierał informację o tym, że muzyk nagrywa utwory na trzeci album w Nowym Yorku. Pod zdjęciem podana była data 27 lipca. Podpis pod drugim był identyczny, z wyjątkiem faktu, że zawierał datę 30 lipca i mówił o Los Angeles. 
W listopadzie w wywiadzie dla Billboard White stwierdził, że album jest "prawie gotowy" i wymaga jedynie "ostatnich poprawek". Nazwał go "dziwnym" i stwierdził, że nie był go w stanie ostatnio przesłuchać. Podaną przewidywaną datą premiery albumu była pierwsza połowa 2018 roku.

## Zapowiedzi i single
12 grudnia 2017 roku premierę na platformie YouTube miała zapowiedź albumu pt. "Servings and Portions from my Boarding House Reach". Zawierała fragmenty utworów z nadchodzącej płyty, a także zdjęcia pochodzące z sesji nagraniowej. 
Pierwszy singiel "Connected by Love" miał swoją premierę 10 stycznia 2018 roku w audycji prowadzonej przez Zane Lowe'a w Beats 1. Tego samego dnia udostępniony został także utwór "Respect Commander", który znalazł się na stronie B singla w wersji fizycznej wydanej na 7-calowym winylu. Potwierdzona została także informacja, że płyta nosi tytuł "Boarding House Reach". Dwa dni później podano również datę premiery albumu, wyznaczonej na 23 marca i nazwy wszystkich trzynastu utworów znajdujących się na płycie, a także zawartość bonusowego singla dodawanego do specjalnej edycji albumu, na którym znalazły się "Infected By Love" (wczesna wersja pierwszego singla) i wersja demo utworu "Why Walk A Dog?". Zaprezentowano również, okładkę nadchodzącego wydawnictwa i okładkę winylowego wydania.  
26 stycznia ruszył pre-order albumu. Był to również dzień premiery drugiego singla pt."Corporation".
Trzeci singiel "Over and Over and Over" zadebiutował 1 marca. Na platformie YouTube ukazał się wraz z animacją.
9 marca w wielu miejscach na całym świecie miały miejsce przedpremierowe odsłuchy "Boarding House Reach". Płyty można było posłuchać w 21 krajach, w tym w Polsce. Jedynym miejscem w naszym kraju, w którym była taka możliwość była kawiarnia Winylowa w Warszawie. 
"Ice Station Zebra" miał premierę 21 marca i był ostatnią zapowiedzią albumu przed jego premierą.

## Teledyski
Do promocji albumu nagrano trzy teledyski, z czego tylko jeden z nich poprzedził premierę albumu. Klip do utworu "Connected by love" miał premierę 10 stycznia 2018 roku. Powstał w Los Angeles i Nashville. Za reżyserię odpowiada Pasqual Gutierrez. Teledysk opowiada o reakcji ludzi wobec zbliżającego się zagrożenia (ogromne ciało niebieskie zbliża się w kierunku Ziemi).
Premiera klipu "Over and Over and Over" miała miejsce w dniu premiery albumu (tj. 23 marca) na platformie YouTube. Reżyserią zajął się duet Us.
Teledysk do "Corporation" miał swoją premierę 16 lipca w serwisie Tidal. Opowiada tajemniczą historię kryminalną, zwieńczoną nietypowym zakończeniem. Reżyserem klipu jest Jodeb, a w główną rolę wcieliła się francuska aktorka Amélie Glenn. 

## Utwory
Kompozytorem wszystkich utworów i autorem wszystkich tekstów jest Jack White, z wyjątkiem "Humoresque", którego kompozytorem jest Antonín Dvořák, a autorem słów Howard Johnson.
| 1.  | Connected by love              | 4:37  |
|     |                                |       |
| 2.  | Why Walk a Dog?                | 2:29  |
|     |                                |       |
| 3.  | Corporation                    | 5:39  |
|     |                                |       |
| 4.  | Abulia and Akrasia             | 1:28  |
|     |                                |       |
| 5.  | Hypermisophoniac               | 3:34  |
|     |                                |       |
| 6.  | Ice Station Zebra              | 3:59  |
|     |                                |       |
| 7.  | Over and Over and Over         | 3:36  |
|     |                                |       |
| 8.  | Everything You've Ever Learned | 2:13  |
|     |                                |       |
| 9.  | Respect Commander              | 4:33  |
|     |                                |       |
| 10. | Ezmerelda Steals the Show      | 1:42  |
|     |                                |       |
| 11. | Get in the Mind Shaft          | 4:13  |
|     |                                |       |
| 12. | What's Done Is Done            | 2:54  |
|     |                                |       |
| 13. | Humoresque                     | 3:10  |
|     |                                |       |
|     |                                | 44:07 |
|     |                                |       |